# Ông Ích Đường
Ông Ích Đường (1890-1908), tục gọi Cậu Đường, là liệt sĩ Việt Nam thời cận đại.

## Tiểu sử
Ông sinh năm Giáp Thân (1884) trong gia đình có truyền thống hiếu học, tại Phong Lệ, phường Hoà Thọ Tây, quận Cẩm Lệ, thành phố Đà Nẵng.
Cha ông là Ông Ích Kiền (Tán nhì) , một nghĩa sĩ trong Nghĩa hội Cần Vương; ông nội là Ông Ích Khiêm, một danh tướng của triều Nguyễn.
Theo Từ điển nhân vật lịch sử Việt Nam, thì Ông Ích Đường là người giỏi văn võ, có chí lớn, có tính phóng khoáng, có đức độ bậc trượng phu, thường binh vực kẻ nghèo yếu, chống lại bọn cường hào ác bá; nên bấy giờ có câu ca:
Cậu Đường mười tám tuổi đầu
Dẫn dân công ích xin xâu dưới tòa" .
Nhiệt thành yêu nước, có lần Ông Ích Đường theo chí sĩ Phan Châu Trinh vào tận đồn Phồn Xương ở Yên Thế, để gặp thủ lĩnh Hoàng Hoa Thám. Sau đó, ông về quê tập hợp thanh niên ở Cẩm Toại, Cẩm Lệ, Túy Loan, Thạch Nham...thuộc huyện Hòa Vang; dạy võ nghệ cho họ để chuẩn bị làm cuộc chống Pháp.
Năm Mậu Thân (1908), hưởng ứng phong trào chống sưu thuế Trung Kỳ, Ông Ích Đường chỉ huy nhân dân Hòa Vang đi chống sưu thuế, đồng thời đi vây bắt viên quan "sâu dân mọt nước" tên là Lãnh Điềm. Song việc không thành, vì chính quyền thực dân Pháp kịp đưa quân tới đàn áp. Bị truy nã, Ông Ích Đường tạm lánh nơi nhà Mạc Quý, người cùng học võ một thầy. Không ngờ Mạc Quý phản bội, mật báo với quân Pháp.
Ông Ích Đường bị bắt và bị chém chết ngày 11 tháng 5 năm 1908 tại chợ Túy Loan (nay thuộc xã Hòa Phong, huyện Hòa Vang) khi chợ đang đông để uy hiếp tinh thần dân chúng. Tại nơi hành hình, ông ung dung nói: "Dân nước Nam như cỏ cú, giết Đường này còn có trăm nghìn Đường khác. Bao giờ hết mía mới hết Đường!". Cái chết oanh liệt của người thanh niên trẻ này đã gây xúc động mãnh liệt đối với nhiều người. Vì vậy, người dân đã quyên tiền lập miếu thờ "Cậu Đường" với hai câu đối điếu đề trước cửa miếu: "Tinh thần thiên bất tử; Nghĩa khí thế trường sanh" (Tinh thần còn mãi mãi; Nghĩa khí sống đời đời)...